# STV Eintracht Gelsenkirchen-Horst
STV Eintracht Gelsenkirchen-Horst – niemiecki klub piłkarski z siedzibą w mieście Gelsenkirchen (Horst to dzielnica Gelsenkirchen), w kraju związkowym Nadrenia Północna-Westfalia, działający w latach 1973–1978.

## Historia
Klub został założony 15 czerwca 1973 jako STV Eintracht Gelsenkirchen-Horst (fuzja klubów Eintracht Gelsenkirchen i STV Horst-Emscher). Rozwiązany w 1978 przez rozłączenie się klubów.

## Sukcesy
- 1 sezon w Regionallidze West (2. poziom): 1973/74.
- 4 sezony w Verbandslidze Westfalen (3. poziom): 1974/75-1977/78.